# La esencia del cristianismo
La Esencia del Cristianismo (en alemán: Das Wesen des Christentums) es un libro escrito por Ludwig Feuerbach y primeramente publicado en 1841. Este libro explica la filosofía y crítica de la religión de Feuerbach. La teoría de la alienación de Feuerbach sería más tarde usada por Karl Marx, primero en sus Manuscritos, luego criticada en sus Tesis sobre Feuerbach. 

## Influencia
Este libro es el principal punto de partida para el libro de Max Stirner, El único y su propiedad.[cita requerida]

## En la conciencia del infinito...
En la conciencia del infinito, el sujeto consciente tiene para su objeto el infinito de su propia naturaleza
El tema de Feuerbach fue una derivación de la teología especulativa de Hegel en que la Creación queda como una parte del Creador, mientras el Creador permanece más grande que la Creación. Cuando el estudiante Feuerbach presentó su propia teoría al profesor Hegel, éste se negó a responder positivamente a esta.

## Ediciones
Alemán
- (1841) First. Das Wesen des Christenthums. Leipzig: Otto Wigand.
- (1843) Second. Das Wesen des Christenthums. Leipzig: Otto Wigand.
- (1848) Second. Das Wesen des Christenthums. Leipzig: Otto Wigand. Google (NYPL)
- (1849) Third. Ludwig Feuerbach's sämmtliche Werke. Volume 7. Leipzig: Otto Wigand. Google (Oxford)
- (1883) Fourth. Das Wesen des Christentums. Leipzig: Otto Wigand.

Inglés (traducido por "Marian Evans")
- (1854) First. The Essence of Christianity. London: John Chapman. IA (St. Mary's)
- (1881) Second. The Essence of Christianity. London: Trübner & Co. Google (Oxford)
- (1893) Third. The Essence of Christianity. London: Kegan Paul, Trench, Trübner & Co.

Francés (traducido por Joseph Roy)
- (1864) Essence du Christianisme. Paris: Librairie Internationale. Google (Ghent)

Español
- (1941) La Esencia del Cristianismo. Buenos Aires: Editorial Claridad. The Virtual Library Archivado el 29 de agosto de 2017 en Wayback Machine.
- (2013) La esencia del cristianismo. Madrid. Editorial Trotta.